# 西藏LGBT权益
西藏女同性恋、男同性恋、双性恋和跨性别人士（LGBT）等性少数者主要集中於拉薩，但其社群既不活躍也不開放，且受制於西藏保守的傳統文化。

## 现況
在中国同性性行为于1997年合法化，但至今仍没有公开的藏人性少数者团体，非公開的酒吧“藍色天空”是拉薩男同性戀的聚會所，有很多男同性戀者在周五和周六去那裡，但女同性戀者很少會去這家酒吧，而是通過普通酒吧或互聯網交流，來自印度的藏族同性戀者丹增才旦經營著博客網站“gaytibet”，他表示拉薩的同性戀者經常去某些公園和公共廁所見面，但“既不活躍也不開放，也沒有支持團體”，第十四世達賴喇嘛稱其支持同性戀權利，但僅限於非佛教徒，他表示同性性交對於佛教徒來說是“完全錯誤”的。

## 歷史
恩斯特·舍费尔在1938年—1939年德国远征西藏的报告中记录了对各种亲密行为的仔细观察，包括年长的喇嘛对年幼的男孩之间的关系，第一對公開出柜的藏人是旅居美國的丹增和強巴，他們於2006年12月9日在播客中公開談論他們作為同性戀者的生活，来自达兰萨拉的前佛教僧侣Tenzin Mariko是藏人社区中第一位出柜的跨性別女性，她首次以变性身份公开亮相是作为模特参加2015年在达兰萨拉举行的选美活动西藏小姐。